# Pula botswaneză
Pula este moneda folosită în Botswana, 1 pula = 100 thebe. Pula literal înseamnă ploaie în Tswana/SeTswana, deoarece ploaia este foarte rară în Botswana din cauza  cantității reduse de precipitații ce caracterizează clima deșertului Kalahari.

## Istorie
Pula a fost introdusă în 1976, înlocuind Randul sud-african. În ciuda unei devalorizări cu 12% în mai 2005, pula rămâne una dintre cele mai puternice valute din Africa.

## Monede
În 1976 au fost introduse monedele de 1, 5, 10, 25 și 50 thebe și 1 pula. Cea de 1 thebe a fost turnată în aluminiu, cea de 5 thebe în bronz și celelalte în cupru-nichel. Aceste monede erau rotunde excepție făcând moneda de 1 pula. Monede de 2 thebe, dodecagonale au fost introduse în 1981, dar scoase după 1985.

## Bancnote
Pe 23 august 1976, Banca Botswanei a introdus bancnote în valoare de 1, 2, 5 și 10 pula; bancnota de 20 de pula a apărut pe 16 februarie 1978. Bancnotele de 1 și 2 pula au fost înlocuite de monede în 1991 și 1994, în timp ce primele bancnote de 50 și 100 de pula au fost introduse pe 29 mai 1990, respectiv 23 august 1993. Bancnota de 5 pula a fost înlocuită de monedă în anul 2000. Bancnotele originale de 1, 2 și 5 pula au fost demonetizate pe 1 iulie 2011.
Ultima serie de bancnote a fost introdusă pe 23 august 2009, și conține pentru prima dată o bancnotă de 200 de pula.